# Шпенглеров куп 2014.
Шпенглеров куп 2014. представља 88. по реду издање традиционалног предновогодишњег турнира у хокеју на леду који се сваке године одржава у периоду између 26. и 31. децембра у швајцарском зимовалишту Давосу. Домаћин турнира је ХК Давос, а све утакмице се играју у Вајлант арени.
Учествује укупно 6 екипа подељених у две групе са по 3 тима. Групе носе имена легендарних швајцарских хокејаша Бибија Торијанија и Ханса Катинија. Швајцарска екипа ХК Женева-Сервет успешно је одбранила титулу из са претходног издања након победе у финалној утакмици против руског Салавата резултатом 3:0.

## Учесници
На турниру учествује следећих 6 екипа (домаћин задржава право избора учесника турнира):
- ХК Давос (домаћин)
- ХК Женева-Сервет (бранилац титуле из 2013).
- Тим Канада (чине га канадски играчи који играју у Европи)
- ХК Салават Јулајев
- КХЛ Медвешчак
- ХК Јокерит

## Судије
Биће одређено

## Групна фаза
Легенда
- П (победа у регуларном времену) – 3 поена
- ПП (победа након продужетака или пенала) – 2 поена
- ИП (пораз након продужетака или пенала) – 1 поен
- И (пораз у регуларном времену) – 0 поена

|  | Директан пласман у полуфинале |
|  | Пласман у четвртфинале        |

### Група Торијани
| 26. децембар 2014. 17:00 | ХК Женева-Сервет | 3 : 2 (3:0, 0:2, 0:0) | ХК Салават Јулајев | Вајлант арена, Давос Посетилаца: 6.300 |

| Извор                                                        | Извор                       | Извор                                        | Извор             | Извор                                                                               |
| ------------------------------------------------------------ | --------------------------- | -------------------------------------------- | ----------------- | ----------------------------------------------------------------------------------- |
|                                                              | Кристоф Беј Јаник Швенденер | Голмани                                      | Владимир Сохатски | Судије Стефан Ајхман Данијел Пјехачех Линијске судије Франко Еспиноза Андреас Келер |
| Тимоти Каст — 5:48 Тејлор Пајет — 13:59 Инти Пестони — 17:21 | 1:0 2:0 3:0 3:1 3:2         | 31:31 — Антон Слепишев 34:14 — Илка Хејкинен |                   | Судије Стефан Ајхман Данијел Пјехачех Линијске судије Франко Еспиноза Андреас Келер |
| 10 мин                                                       | Искључења                   | 4 мин                                        |                   | Судије Стефан Ајхман Данијел Пјехачех Линијске судије Франко Еспиноза Андреас Келер |
| 16                                                           | Шутеви на гол               | 31                                           |                   | Судије Стефан Ајхман Данијел Пјехачех Линијске судије Франко Еспиноза Андреас Келер |

| 27. децембар 2014. 17:00 | ХК Јокерит | 3 : 4 (1:2, 1:2, 1:0) | ХК Салават Јулајев | Вајлант арена, Давос Посетилаца: 6.300 |

| Извор                                                     | Извор                       | Извор                                                                                       | Извор         | Извор                                                                        |
| --------------------------------------------------------- | --------------------------- | ------------------------------------------------------------------------------------------- | ------------- | ---------------------------------------------------------------------------- |
|                                                           | Рику Хеленијус              | Голмани                                                                                     | Леланд Ирвинг | Судије Стефан Ајхман Дани Курман Линијске судије Роман Кадерли Андреас Келер |
| Ету Појсти — 0:16 Линус Омарк — 29:32 Линус Омарк — 41:30 | 1:0 1:1 1:2 1:3 2:3 2:4 3:4 | 02:03 — Алексеј Глухов 10:49 — Анти Пилстрем 28:49 — Анти Пилстрем 30:22 — Тему Хартикајнен |               | Судије Стефан Ајхман Дани Курман Линијске судије Роман Кадерли Андреас Келер |
| 12 мин                                                    | Искључења                   | 10 мин                                                                                      |               | Судије Стефан Ајхман Дани Курман Линијске судије Роман Кадерли Андреас Келер |
| 33                                                        | Шутеви на гол               | 26                                                                                          |               | Судије Стефан Ајхман Дани Курман Линијске судије Роман Кадерли Андреас Келер |

| 28. децембар 2014. 17:00 | ХК Јокерит | 1 : 3 (0:1, 1:0, 0:2) | ХК Женева-Сервет | Вајлант арена, Давос Посетилаца: 6.300 |

| Извор                | Извор           | Извор                                                        | Извор           | Извор                                                                           |
| -------------------- | --------------- | ------------------------------------------------------------ | --------------- | ------------------------------------------------------------------------------- |
|                      | Хенрик Карлсон  | Голмани                                                      | Јаник Швенденер | Судије Данијел Пјехачек Марк Виганд Линијске судије Николас Флури Андреас Келер |
| Виле Лајунен — 33:06 | 0:1 1:1 1:2 1:3 | 06:27 — Кевин Роми 41:36 — Инти Пестони 47:16 — Арно Жакемет |                 | Судије Данијел Пјехачек Марк Виганд Линијске судије Николас Флури Андреас Келер |
| 20 мин               | Искључења       | 8 мин                                                        |                 | Судије Данијел Пјехачек Марк Виганд Линијске судије Николас Флури Андреас Келер |
| 27                   | Шутеви на гол   | 37                                                           |                 | Судије Данијел Пјехачек Марк Виганд Линијске судије Николас Флури Андреас Келер |

| Екипа              | Ут. | П | ПП | ИП | И | Г+ | Г- | Бод |
| ------------------ | --- | - | -- | -- | - | -- | -- | --- |
| ХК Женева-Сервет   | 2   | 2 | 0  | 0  | 0 | 6  | 3  | 6   |
| ХК Салават Јулајев | 2   | 1 | 0  | 0  | 1 | 6  | 6  | 3   |
| ХК Јокерит         | 2   | 0 | 0  | 0  | 2 | 4  | 7  | 0   |

### Група Катини
| 26. децембар 2014. 20:15 | ХК Давос | 2 : 1 (1:0, 0:0, 1:1) | Тим Канада | Вајлант арена, Давос Посетилаца: 6.300 |

| Извор                                    | Извор           | Извор                   | Извор       | Извор                                                                      |
| ---------------------------------------- | --------------- | ----------------------- | ----------- | -------------------------------------------------------------------------- |
|                                          | Леонардо Џенони | Голмани                 | Нолан Шефер | Судије Дани Курман Марк Веганд Линијске судије Николас Флери Михаел Черинг |
| Беат Форстер — 7:34 Дик Акселсон — 47:50 | 1:0 2:0 2:1     | 49:10 — Александар Жиру |             | Судије Дани Курман Марк Веганд Линијске судије Николас Флери Михаел Черинг |
| 8 мин                                    | Искључења       | 16 мин                  |             | Судије Дани Курман Марк Веганд Линијске судије Николас Флери Михаел Черинг |
| 29                                       | Шутеви на гол   | 37                      |             | Судије Дани Курман Марк Веганд Линијске судије Николас Флери Михаел Черинг |

| 27. децембар 2014. 20:15 | КХЛ Медвешчак | 1 : 3 (0:2, 0:1, 1:0) | Тим Канада | Вајлант арена, Давос Посетилаца: 6.300 |

| Извор                   | Извор           | Извор                                                               | Извор         | Извор                                                                                  |
| ----------------------- | --------------- | ------------------------------------------------------------------- | ------------- | -------------------------------------------------------------------------------------- |
|                         | Калвин Хитер    | Голмани                                                             | Дру Макинтајр | Судије Кендрик Николсон Данијел Пјехачек Линијске судије Франко Еспиноза Михаел Черинг |
| Паскал Пелетије — 48:15 | 0:1 0:2 0:3 1:3 | 11:45 — Бад Холовеј 17:36 — Стефано Гилиати 21:07 — Александар Жиру |               | Судије Кендрик Николсон Данијел Пјехачек Линијске судије Франко Еспиноза Михаел Черинг |
| 4 мин                   | Искључења       | 10 мин                                                              |               | Судије Кендрик Николсон Данијел Пјехачек Линијске судије Франко Еспиноза Михаел Черинг |
| 25                      | Шутеви на гол   | 24                                                                  |               | Судије Кендрик Николсон Данијел Пјехачек Линијске судије Франко Еспиноза Михаел Черинг |

| 28. децембар 2014. 20:15 | КХЛ Медвешчак | 0 : 1 (0:1, 0:0, 0:0) | ХК Давос | Вајлант арена, Давос Посетилаца: 6.300 |

| Извор  | Извор         | Извор                  | Извор           | Извор                                                                           |
| ------ | ------------- | ---------------------- | --------------- | ------------------------------------------------------------------------------- |
|        | Марк Овуја    | Голмани                | Леонардо Џенони | Судије Дани Курман Кендрик Николсон Линијске судије Роман Кадерли Михаел Черинг |
|        | 0:1           | 01:27 — Маркус Паулсон |                 | Судије Дани Курман Кендрик Николсон Линијске судије Роман Кадерли Михаел Черинг |
| 10 мин | Искључења     | 16 мин                 |                 | Судије Дани Курман Кендрик Николсон Линијске судије Роман Кадерли Михаел Черинг |
| 24     | Шутеви на гол | 25                     |                 | Судије Дани Курман Кендрик Николсон Линијске судије Роман Кадерли Михаел Черинг |

| Екипа         | Ут. | П | ПП | ИП | И | Г+ | Г- | Бод |
| ------------- | --- | - | -- | -- | - | -- | -- | --- |
| ХК Давос      | 2   | 2 | 0  | 0  | 0 | 3  | 1  | 6   |
| Тим Канада    | 2   | 1 | 0  | 0  | 1 | 4  | 3  | 3   |
| КХЛ Медвешчак | 2   | 0 | 0  | 0  | 2 | 1  | 4  | 0   |

## Елиминациона рунда

### Четвртфинале
| 29. децембар 2014. 15:00 | ХК Салават Јулајев | 3 : 0 (1:0, 0:0, 2:0) | КХЛ Медвешчак | Вајлант арена, Давос Посетилаца: 5.934 |

| Извор                                                                       | Извор         | Извор   | Извор        | Извор                                                                        |
| --------------------------------------------------------------------------- | ------------- | ------- | ------------ | ---------------------------------------------------------------------------- |
|                                                                             | Леланд Ирвинг | Голмани | Калвин Хитер | Судије Стефан Ајхман Марк Виганд Линијске судије Николас Флури Андреас Келер |
| Дмитриј Сјомин — 19:25 Станислав Голованов — 49:23 Тему Хартикаинен — 53:13 | 1:0 2:0 3:0   |         |              | Судије Стефан Ајхман Марк Виганд Линијске судије Николас Флури Андреас Келер |
| 10 мин                                                                      | Искључења     | 16 мин  |              | Судије Стефан Ајхман Марк Виганд Линијске судије Николас Флури Андреас Келер |
| 31                                                                          | Шутеви на гол | 24      |              | Судије Стефан Ајхман Марк Виганд Линијске судије Николас Флури Андреас Келер |

| 29. децембар 2014. 20:15 | Тим Канада | 5 : 2 (1:2, 2:0, 2:0) | ХК Јокерит | Вајлант арена, Давос Посетилаца: 6.300 |

| Извор | Извор                       | Извор                                   | Извор          | Извор                                                                                  |
| --- | --------------------------- | --------------------------------------- | -------------- | -------------------------------------------------------------------------------------- |
| | Дру Макинтајр               | Голмани                                 | Рику Хеленијус | Судије Кендрик Николсон Данијел Пјехачек Линијске судије Франко Еспиноза Роман кадерли |
| Мики Дупонт — 17:44 Александар Жиру — 24:11 Џеф Тамбелини — 38:33 Брет Маклин — 53:08 Марк Андре Грањани — 58:05 | 0:1 0:2 1:2 2:2 3:2 4:2 5:2 | 00:58 — Стив Моузес 04:08 — Линус Омарк |                | Судије Кендрик Николсон Данијел Пјехачек Линијске судије Франко Еспиноза Роман кадерли |
| 24 мин | Искључења                   | 20 мин                                  |                | Судије Кендрик Николсон Данијел Пјехачек Линијске судије Франко Еспиноза Роман кадерли |
| 18 | Шутеви на гол               | 27                                      |                | Судије Кендрик Николсон Данијел Пјехачек Линијске судије Франко Еспиноза Роман кадерли |

### Полуфинале
| 30. децембар 2014. 15:00 | ХК Давос | 3 : 4 (пен) (2:0, 0:1, 1:2, 0:0, 0:1) | ХК Салават Јулајев | Вајлант арена, Давос Посетилаца: 6.300 |

| Извор | Извор                          | Извор | Извор         | Извор                                                                          |
| --- | ------------------------------ | --- | ------------- | ------------------------------------------------------------------------------ |
| | Леонардо Џенони                | Голмани | Ленард Ирвинг | Судије Кендрик Николсон Марк Виганд Линијске судије Николас Флури Михаел Чериг |
| Никлас Данијелсон — 04:15 Маркус Паулсон — 13:42 Никлас Данијелсон — 52:48 Виле Коистинен Маркус Паулсон Никлас Данијелсон | 1:0 2:0 2:1 2:2 2:3 3:3 Пенали | 27:35 — Александар Панков 41:12 — Антон Слепишев 49:16 — Денис Хлистов Алексеј Кајгородов Тему Хартикаинен Станислав Голованов |               | Судије Кендрик Николсон Марк Виганд Линијске судије Николас Флури Михаел Чериг |
| 39 мин | Искључења                      | 41 мин |               | Судије Кендрик Николсон Марк Виганд Линијске судије Николас Флури Михаел Чериг |
| 30 | Шутеви на гол                  | 29 |               | Судије Кендрик Николсон Марк Виганд Линијске судије Николас Флури Михаел Чериг |

| 30. децембар 2014. 20:15 | ХК Женева-Сервет | 6 : 5 (2:0, 3:3, 1:2) | Тим Канада | Вајлант арена, Давос Посетилаца: 6.300 |

| Извор | Извор                                       | Извор | Извор                     | Извор                                                                          |
| --- | ------------------------------------------- | --- | ------------------------- | ------------------------------------------------------------------------------ |
| | Јаник Швенденер                             | Голмани | Дру Макинтајр Нолан Шафер | Судије Стефан Ајхман Дани Курман Линијске судије Франко Еспиноза Роман Кадерли |
| Инти Пестони — 08:10 Том Пјат — 19:40 Роман Лофел — 26:46 Франсис Булон — 27:04 Тимоти Каст — 30:25 Роман Лофел — 45:19 | 1:0 2:0 3:0 4:0 5:0 5:1 5:2 5:3 5:4 6:4 6:5 | 30:54 — Мајк Хеден 36:03 — Рајан Парент 39:26 — Жером Самсон 41:39 — Александар Жиру 50:42 — Марк Антоан Пуло |                           | Судије Стефан Ајхман Дани Курман Линијске судије Франко Еспиноза Роман Кадерли |
| 10 мин | Искључења                                   | 8 мин |                           | Судије Стефан Ајхман Дани Курман Линијске судије Франко Еспиноза Роман Кадерли |
| 33 | Шутеви на гол                               | 31 |                           | Судије Стефан Ајхман Дани Курман Линијске судије Франко Еспиноза Роман Кадерли |

### Финале
| 31. децембар 2014. 12:00 | ХК Салават Јулајев | 0 : 3 (0:0, 0:2, 0:1) | ХК Женева-Сервет | Вајлант арена, Давос Посетилаца: 6.300 |

| Извор  | Извор         | Извор                                                           | Извор           | Извор                                                                             |
| ------ | ------------- | --------------------------------------------------------------- | --------------- | --------------------------------------------------------------------------------- |
|        | Леланд Ирвинг | Голмани                                                         | Јаник Швенденер | Судије Данијел Курман Кендрик Николсон Линијске судије Николас Флури Михаел Чериг |
|        | 0:1 0:2 0:3   | 22:54 — Арно Жакемет 34:31 — Данијел Рубин 49:26 — Тејлор Пајет |                 | Судије Данијел Курман Кендрик Николсон Линијске судије Николас Флури Михаел Чериг |
| 10 мин | Искључења     | 10 мин                                                          |                 | Судије Данијел Курман Кендрик Николсон Линијске судије Николас Флури Михаел Чериг |
| 21     | Шутеви на гол | 31                                                              |                 | Судије Данијел Курман Кендрик Николсон Линијске судије Николас Флури Михаел Чериг |

## Победник
| Победник Шпенглеровог купа 2014. |
| -------------------------------- |
|                                  |
| ХК Женева-Сервет 2. титула       |

### Идеална постава турнира
| Позиција             | Хокејаш          | Тим                |
| -------------------- | ---------------- | ------------------ |
| Голман               | Леонардо Џенони  | ХК Давос           |
| Одбрана, десно крило | Фелисијен Ду Боа | ХК Давос           |
| Одбрана, лево крило  | Илка Хејкинен    | ХК Салават Јулајев |
| Десно крило          | Инти Пестони     | ХК Женева-Сервет   |
| Центар               | Антон Слепишев   | ХК Салават Јулајев |
| Лево крило           | Линус Омарк      | ХК Јокерит         |